# Станкуватська сільська рада
| Станкуватська сільська рада — колишній орган місцевого самоврядування у Вільшанському районі Кіровоградської області з адміністративним центром у с. Станкувате. Історична дата утворення: 13 травня 1986 року. Сільській раді підпорядковані населені пункти: - с. Станкувате - с. Мала Мазниця |

## Склад ради
Рада складається з 14 депутатів та голови.

### Керівний склад ради
| ПІБ                         | Основні відомості                                                         | Дата обрання | Дата звільнення |
| --------------------------- | ------------------------------------------------------------------------- | ------------ | --------------- |
| Діордієв Віктор Віталійович | Сільський голова, 1965 року народження, освіта                            | 26.03.2006   | 31.10.2010      |
| Діордієв Віктор Віталійович | Сільський голова, 1965 року народження, освіта вища, член Партії регіонів | 31.10.2010   |                 |

Примітка: таблиця складена за даними джерела

## Населення
Згідно з переписом УРСР 1989 року чисельність наявного населення сільської ради становила 507 осіб, з яких 221 чоловік та 286 жінок.
За переписом населення України 2001 року в сільській раді мешкало 508 осіб.

### Мова
Розподіл населення за рідною мовою за даними перепису 2001 року:
| Мова       | Відсоток |
| ---------- | -------- |
| українська | 71,40 %  |
| болгарська | 20,62 %  |
| молдовська | 5,06 %   |
| російська  | 2,53 %   |
| білоруська | 0,39 %   |